# Cenchrus
Cenchrus és un gènere de plantes de la família de les poàcies, ordre de les poals, subclasse de les commelínides, classe de les liliòpsides, divisió dels magnoliofitins.

## Taxonomia
- Cenchrus agrimonioides Trin.
- Cenchrus capitata
- Cenchrus ciliare L.
- Cenchrus distichophyllus Griseb.
- Cenchrus echinatus L.
- Cenchrus gracillimus Nash
- Cenchrus incertus M. A. Curtis
- Cenchrus microcephalus Nash
- Cenchrus mutilatus Kuntze
- Cenchrus palmeri Vasey
- Cenchrus pedunculata O. Deg. et Whitney

(vegeu-ne una relació més exhaustiva a Wikispecies)

## Sinònims
Cenchropsis Nash, 
Echinaria Fabr., 
Nastus Lunell, 
Raram Adans.